# Kératectomie
La kératectomie du grec kêras, kératos (corne) et ektomê (excision) est une technique chirurgicale qui consiste à pratiquer l'ablation de la cornée, ou d'une portion seulement de la cornée,. L'indication peut être traumatique, cicatricielle, infectieuse, dystrophique, dégénérative, tumorale ou plus simplement réfractive.
Chez l'Humain, le premier temps chirurgical de la réalisation d'une greffe de cornée peut être une kératectomie transfixiante (c'est-à-dire dans toute l'épaisseur de la cornée, mais pas dans toute la surface), ou une kératectomie lamellaire (c'est-à-dire d'une seule partie de l'épaisseur de la cornée, antérieure ou postérieure, si toute l'épaisseur de la cornée n'est pas malade).
Dans le cas de la chirurgie réfractive (correction de myopie, hypermétropie, astigmatisme), la principale technique de kératectomie est la photokératectomie réfractive . En ophtalmologie vétérinaire, on a recours à la kératectomie lamellaire. 
La kératectomie ne doit pas être confondue avec la kératomileusis qui consiste à amincir la cornée centrale ou périphérique, aussi utilisée pour corriger des troubles de la réfraction.